# Steve Levine

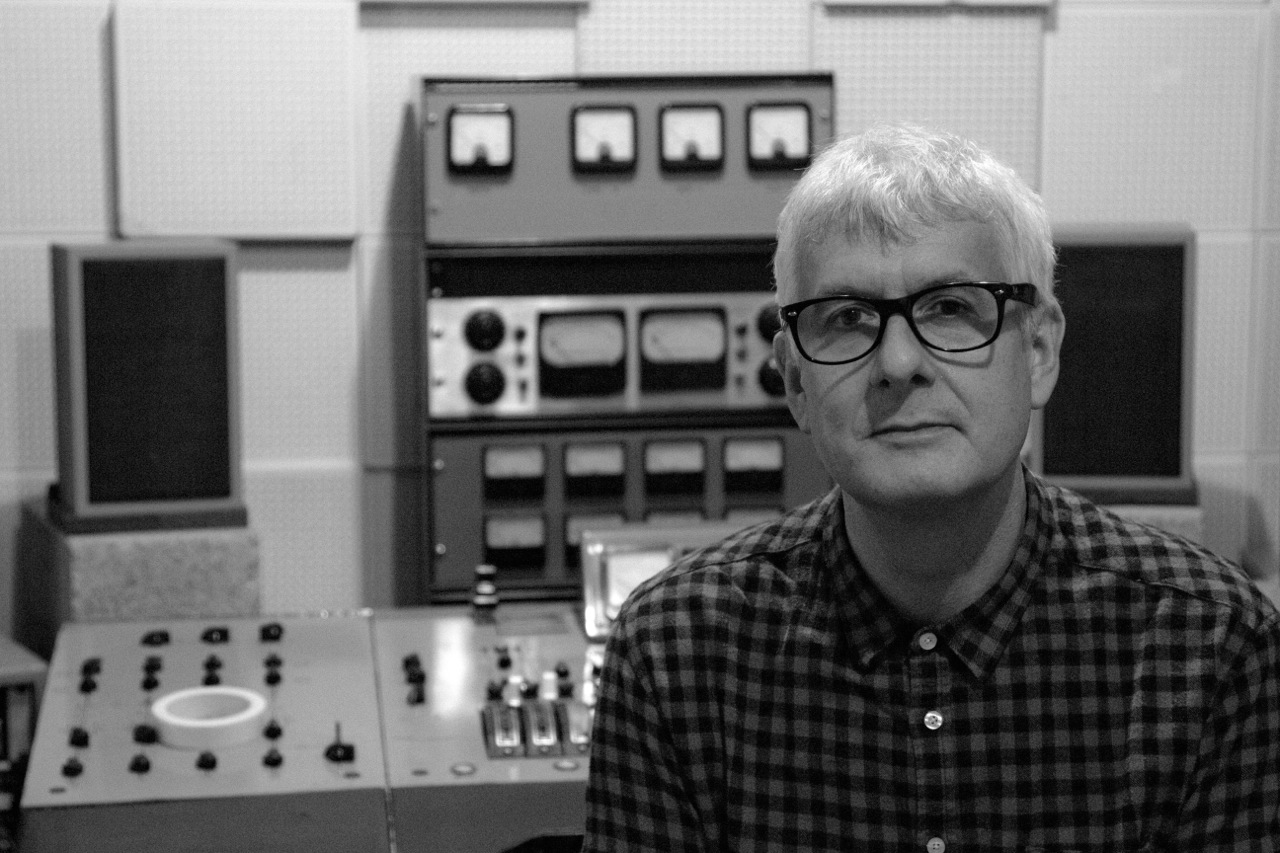
Steve Levine

Steve Levine (geb. vor 1975) ist ein britischer Musikproduzent, der u. a. für die Beach Boys, Culture Club, Gary Moore, Ziggy Marley und Stevie Wonder arbeitete. Er wurde für seine Arbeit mit einem Grammy-Award ausgezeichnet. 

## Leben
Levine begann seine Karriere in den CBS-Studios im Jahre 1975. Er arbeitete dort in verschiedenen Rollen, unter anderem als Tontechniker, für diverse Bands. Darunter sind die Punkbands The Clash, The Jags und The Vibrators zu nennen. Neben diesen Bands arbeitete er mit der Popgruppe Sailor, die von Bruce Johnston produziert wurde. Da Levine als Tontechniker nicht zufrieden war, förderte und ermutigte Johnston ihn, einen Karriereschritt zu wagen. Levine begann schließlich damit, Lieder zu schreiben und diese zu produzieren. Als Levine mit der Band The Angelic Upstarts einige Lieder aufnahm, wurde er darauf aufmerksam, dass deren Manager Tony Gorden eine neue Band unter Vertrag hatte. Dieser stellte schließlich den Kontakt zwischen Levine und Gordens Band Culture Club her. Levine nahm einige Lieder mit der Band auf, die Virgin Records schließlich unter Vertrag nahm. Levine produzierte die drei folgenden Alben der Band, welche in den nächsten Jahren über 20 Millionen Tonträger verkaufen sollten. Die Zusammenarbeit endete 1984. 
Im selben Jahr produzierte Levine nach Anfrage von Johnston das neue Album der Beach Boys, bei denen Johnston Mitglied war. Seit der Trennung mit Culture Club arbeitete Levine für ein breites Spektrum an Bands und Künstlern, zudem schreibt und produziert er Filmmusik. Für seine Arbeit mit Deniece Williams erhielt er schließlich einen Grammy. Im Jahr 2000 produzierte Levine den russischen Beitrag zum Eurovision Songcontest. Das Lied, welches Platz 2 erreichte, ist bis heute die am meisten verkaufte russische Single. 
Im Jahr 2005 stellte Levine die Band „One world project“ zusammen, welche im Rahmen der Tsunami-Hilfe das Lied „Grief never grows old“ aufnahm. Mit 100.000 Vorbestellungen erreichte das Lied Platz 4 in England und ist derzeit Levines letzter kommerzieller Erfolg. 
Seit dem Jahr 2007 tritt Levine häufig als  Gastsprecher für Firmen wie Yamaha, Korg und Apple Computer auf. 
Er arbeitet mit Bands wie Charlotte Cooper, Laura Stracey, Zeano und Verbalicious.